# Neumühle (Annweiler am Trifels)
Neumühle ist ein an der gleichnamigen alten Wassermühle entstandener Weiler als Ortsteil von Queichhambach im Stadtgebiet von Annweiler am Trifels im Landkreis Südliche Weinstraße in Rheinland-Pfalz. 

## Bauten
Die Hauptgebäude des Weilers sind die alte Wassermühle und die ehemalige Fabrik der Firma Stabila, die hier früher Präzisionsmessgeräte herstellte. Die Fabrikhallen wurden mittlerweile zu Wohnungen umgebaut.

## Geographie
Der Weiler Neumühle liegt in der Pfalz zwischen Annweiler im Osten und Albersweiler im Westen rund 1,5 Kilometer ostnordöstlich von Queichhambach (nordöstlicher Stadtteil von Annweiler). Er ist in ein ehemaliges Sumpfgebiet gebaut, das sich direkt an der Mündung des Eisbachs in den unmittelbar südlich am Weiler vorbeifließenden Rhein-Nebenfluss Queich auf 172 m ü. NN befindet. 

## Verkehr
Direkt nördlich vorbei am Weiler Neumühle verläuft die Bahnstrecke Landau–Rohrbach. Unweit entfernt befand sich der inzwischen aufgelassene Bahnhof Albersweiler.